# Antonija Poplas Susič
Antonija (Tonka) Poplas Susič slovenska zdravnica splošne medicine, * 1965

## Življenje in delo
Antonija Poplas Susič je leta 1989 diplomirala na Medicinski fakulteti v Ljubljani in prav tam 2006 doktorirala. Je specialistka družinske medicine in je bila imenovana v docentko iz področja družinska medicina leta 2010.
Je članica nekaterih uglednih mednarodnih organizacij (EGPRN, INEBRIA, UEMO) na področju družinske medicine ter hkrati članica mnogih strokovnih teles tako pri Ministrstvu za zdravje, Slovenskem zdravniškem društvu, ZZZS, Zdravniški zbornici Slovenije kot tudi v Zdravstvenem domu Ljubljana.
Na področju družinske medicine izvaja pedagoško/predavateljske aktivnosti za študente medicinske fakultete ter za specializante družinske medicine in je aktivna raziskovalka v mednarodnih in domačih raziskovalnih projektih. Je članica uredniških odborov nekaterih strokovnih revij ali časopisov, recenzentka ter mentorica študentom medicinske fakultete, specializantom družinske medicine, doktorandom in diplomantom.
Zaposlena je v Zdravstvenem domu Ljubljana (ZDL), kot zdravnica družinske medicine in kot strokovna vodja tega zdravstvenega doma. Dodatno je zaposlena še na Medicinski fakulteti, Katedri za družinsko medicino, kot raziskovalka. Na povabilo ministra za zdravje opravlja od decembra 2010 svetovalsko funkcijo na ministrstvu za zdravje za področje primarnega zdravstva.
Na Visoki šoli za zdravstveno nego Jesenice je nosilka in izvajalka predmeta Kontinuirana in integrirana obravnava kroničnih bolezni na študijskem programu druge stopnje Zdravstvena nega.

## Priznanja, nagrade in odlikovanja
Antonija Poplas Susič je leta 2013 postala evropska zdravnica leta. Naslov ji je podelila Wonca Europe, vseevropsko združenje zdravnikov družinske medicine. Je prva Slovenka, ki je prejela ta naslov.

## Vir
1. ↑  »Kratek življenjepis - doc dr. Tonka Poplas Susič«. Arhivirano iz prvotnega spletišča dne 8. marca 2016. Pridobljeno 4. septembra 2014.
2. ↑  Ljubljana: glasilo Mestne občine Ljubljana (COBISS), letnik XIX, številka 5, maj 2014, str. 9